# William Painter
William Painter (nebo Paynter) (asi 1540 – únor 1594, Londýn) byl anglický renesanční spisovatel, jehož sbírka povídek The Palace of Pleasure (1566–1567, Palác potěšení), vycházející především z klasických italských originálů, sloužila jako zdroj námětů pro alžbětinské dramatiky.

## Život
Šlo o rodáka z Kentu, který v letech 1554 až 1560 studoval na St John's College v Cambridgi a poté získal roku 1561 místo úředníka arzenálu v londýnském Toweru. Tato funkce mu umožnila obohacovat se z veřejných prostředků, takže byl roku 1586 nucen se přiznat že zpronevěřil 1000 liber. Přesto si udržel své místo až do smrti.
Roku 1566 vydal první dil své sbírky povídek The Palace of Pleasure (Palác potěšení), který obsahoval šedesát příběhů, a hned o rok později díl druhý se třiceti čtyřmi příběhy. Druhé vydání z roku 1575 pak obsahovalo ještě o sedm příběhů více. V současné době je sbírka vydávána v úpravě Josepha Haslewooda (1769–1833) z roku 1813. Jde hlavně o překlady italských renesančních novel a povídek (zejména od Giovanniho Boccaccia, Mattea Bandella, Giovanniho Battisty Giraldiho a Giovanniho Francesca Straparoly), dále o zpracování příběhů z Heptameronu od Markéty Navarrské a také příběhů z antické literatury (Herodotos, Plútarchos, Livius, Tacitus).
Z jeho sbírky čerpali náměty pro své divadelní hry mnozí alžbětinští dramatici včetně Williama Shakespeara (hry Romeo a Julie, Timon Athénský, Edward III., Dobrý konec vše napraví). Z dalších dramatiků je možno jmenovat Francise Beaumonta a Johna Fletchera (hra Triumf smrti), Johna Webstera (Vévodkymě z Amalfi, Appius a Virginie), Roberta Wilmota (Tancred a Gismund), Thomase Heywooda (Žeba zabitá dobrotou), Philipa Massingera (Dvorní dáma) nebo Jamese Shirleyho (Krutost lásky).

## Česká vydání
- Romeo a Giulietta, Supraphon, Praha 1983, přeložil Břetislav Hodek